# 毛瓣车前
毛瓣车前（学名：Plantago lagocephala），为车前科车前属下的一个植物种。